# Marsdenia roylei
Marsdenia roylei är en oleanderväxtart som beskrevs av Robert Wight. Marsdenia roylei ingår i släktet Marsdenia och familjen oleanderväxter. Inga underarter finns listade i Catalogue of Life.